# C20orf202
C20orf202 (англ. Chromosome 20 open reading frame 202) – білок, який кодується однойменним геном, розташованим у людей на короткому плечі 20-ї хромосоми. Довжина поліпептидного ланцюга білка становить 122 амінокислот, а молекулярна маса — 13 591.
| 10         |  | 20         |  | 30         |  | 40         |  | 50         |
| ---------- |  | ---------- |  | ---------- |  | ---------- |  | ---------- |
| MYKSKIPRAQ |  | NQVSVKVTPK |  | NTEMKIAEEP |  | SPSLGQTLEW |  | LRKELSEMQI |
| QDQSLLLTLR |  | HLHSVLEELR |  | ADSAHWEDAR |  | SSGGTSPIRA |  | RAGSEGRGCQ |
| PVCSRGLAQL |  | LRGEDSRRSS |  | LP         |  |            |  |            |

A: Аланін

C: Цистеїн

D: Аспарагінова кислота

E: Глутамінова кислота

G: Гліцин

H: Гістидин

I: Ізолейцин

K: Лізин

L: Лейцин

M: Метіонін

N: Аспарагін

P: Пролін

Q: Глутамін

R: Аргінін

S: Серин

T: Треонін

V: Валін

W: Триптофан